# Asztali kiadványszerkesztés
Az asztali kiadványszerkesztés (angol nyelvű szakkifejezéssel desktop publishing vagy rövidítve DTP) a nyomdai minőségű kiadványok személyi számítógéppel való előállítását, illetve az ehhez szükséges hardver- és szoftvereszközök összességét jelenti.
Több nyomdai szakember (szedő, mettőr, fényképész, retusőr és montírozó) munkáját többnyire egyetlen felhasználó végzi, ezért csak a megfelelő felkészültségű szakember képes valóban nyomdai minőségű kiadványokat előállítani.

## Története
- 1985 Az Adobe Systems bemutatja a PostScript lapleíró nyelvet és a méretezhető Type 1-es betűkészletét
- 1985 Az Apple piacra dobja a PostScript nyelvet használó Laserwriter nyomtatóját és a grafikus felületet biztosító számítógépére elkészül az Aldus Pagemaker kiadványszerkesztő program
- 1986 Az IBM PC-khez megjelenik a Ventura Publisher kiadványszerkesztő program
- 1987 Megjelenik az Aldus Pagemaker Microsoft Windows 2.0 alatt futó változata
- 1987 Az Apple Macintosh rendszerre megjelenik az ipari szabvánnyá vált QuarkXpress. Moduláris felépítésű, úgynevezett XTension-ökkel igény szerint bővíthető, könnyen tanulható, gyors, kis méretű szoftver. Az Xtension-ök drágák, az alapszoftver még 10 év múlva sem rendelkezik táblázatszerkesztővel, automatikus tartalomjegyzék- vagy mutatógenerálással, a program mégis szinte egyeduralkodó lesz a piacon
- 1990 Egy újabb „legenda” indul hódító útjára: az Apple rendszerére elkészül az Adobe Photoshop
- 1990 A QuarkXpressnek megjelenik a windowsos változata
- 1993 Az Adobe Photoshopot is használhatják Windows-rendszeren
- 1993 A Ventura Publisher Corel Ventura címen jelenik meg
- 1993 Az Adobe Systems bemutatja a PDF formátumot
- 1994 Bemutatják a TeX-re épített LaTeX2ε dokumentumleíró nyelvet. Az új verzió nagy tudása, könnyen tanulhatósága miatt igen gyorsan népszerűvé válik
- 1994 Az első DTP-program Adobe Pagemaker-ként születik újjá
- 1999 Az Adobe bemutatja a InDesign kiadványszerkesztő programját, a QuarkXpress első „trónrengetőjét”
- 2003 Megjelenik az első nyílt forráskódú WYSIWYG kiadványszerkesztő program, a Scribus

## PDF
1993-as bemutatása óta a portable document format – hordozható dokumentum formátum – ipari szabvánnyá vált mint az asztali kiadványszerkesztés „végterméke”. Egy olyan dokumentumformátum, amely a képeket és szövegeket egyetlen fájlban tárolva képes az eredeti elrendezés (layout) megőrzésére, valamint képes a nagy felbontású képeket és a betűtípusokat is magában foglalni, ezért alkalmas későbbi digitális vagy akár ofszetfeldolgozásra is.
További előnye, hogy szinte bármilyen platformon azonos layoutban megjeleníthető, legyen szó egy PC-ről vagy akár egy okos mobil eszközről.
2001-től ISO-szabvány létezik a PDF formátumra.

## DTP-szoftverek
- Ingyenes programok
  - Passepartout
  - Scribus
  - TeX, LaTeX, MaTeX, LyX
  - Troff
- Ingyenes képszerkesztő programok
  - GIMP
  - Inkscape
  - sK1, Uniconvertor
- Kereskedelmi programok
  - Adobe FrameMaker
  - Adobe InDesign
  - Adobe PageMaker
  - Apple Pages
  - Corel Ventura
  - Microsoft Publisher
  - QuarkXPress
  - Affinity Publisher
- Kereskedelmi képszerkesztő program
  - Adobe Photoshop
  - Corel Draw
  - Macromedia Freehand, Adobe Freehand
  - Adobe Illustrator
  - Affinity Photo
  - Affinity Designer

## Könyvek
- Énekes Ferenc: Kiadványszerkesztés 1–4. kötet (Novella, 2000, 2001, 2002, 2004)
- Kenczler Mihály: Képszerkesztés haladóknak (Pult, 2005)
- Pétery Kristóf:  (Mercator Stúdió, 1999)
- Pétery Kristóf: Microsoft Office Publisher 2007 – Alapok[halott link] (Mercator Stúdió, 2007)
- Pétery Kristóf: Microsoft Office Publisher 2007 – Szövegkeretek[halott link] (Mercator Stúdió, 2007)
- Pétery Kristóf: Asztali kiadványszerkesztés (Lsi Omak Alapítvány, 2001)
- Pere László: Bevezetés a LATEX használatába (Pécs, 2002)
- Szabó László: Tipográfiai Kalauz (Alexandra, 2002)
- Virágvölgyi Péter: A tipográfia mestersége számítógéppel (Osiris, 2004)